# Esclavolles-Lurey
Esclavolles-Lurey is een gemeente in het Franse departement Marne (regio Grand Est) en telt 535 inwoners (2005). De plaats maakt deel uit van het arrondissement Épernay.

## Geografie
De oppervlakte van Esclavolles-Lurey bedraagt 9,5 km², de bevolkingsdichtheid is 56,3 inwoners per km².
De onderstaande kaart toont de ligging van Esclavolles-Lurey met de belangrijkste infrastructuur en aangrenzende gemeenten.

## Demografie
Onderstaande figuur toont het verloop van het inwonertal (bron: INSEE-tellingen).